# Lerate
Lerate es una localidad española y un concejo de la Comunidad Foral de Navarra perteneciente al municipio de Guesálaz. Está situado en la Merindad de Estella, en la Comarca de Estella Oriental. Su población en 2017 fue de 25 habitantes (INE).

## Topónimo
De origen dudoso, podría proceder del vasco ‘portillo apto para el paso de narrias’, de lera ‘narria, carro sin ruedas’ y ate ‘portillo’.
Formas del topónimo en documentos antiguos: Lerat, Lerath (1189-1201, ss. XIII-XIV, NEN); Leratz, Leraz (1275-1276, NEN).

## Geografía
El término confina al N con Villanueva, al E con Irure al S con Alloz, y al NO con Ucar.
De su término proceden dos aras votivas de época romana dedicada a Losa. Una de ellas apareció en el lugar de Burutáin, junto a otros restos romanos.
El monasterio de Irache recibió (1281) por donación de sus titulares, los hijos de Miguel y Diego de Lerat, ocho collazos del lugar y cuantiosas heredades en su término.
En 1847 el abad de la parroquia era presentado por los vecinos; los caminos eran sólo locales y se encontraban en mal estado, y el valijero del valle llevaba y traía el correo desde Estella. El despoblado de Burumendi estaba en su término y era sin embargo territorio “comunero” de Lerate y Alloz. A comienzos de nuestro siglo se formó aquí una Caja rural, y funcionaba un molino harinero.

## Arquitectura civil
Destacan varias edificaciones del siglo XVI con portadores de medio punto, así como dos escudos rococó de la segunda mitad del siglo XVIII, uno de los cuales se fecha en 1777.
Las aguas del pantano de Alloz guardan sumergido un puente romano de dos arcos y piedra sillar cincelada. El puente salvaba las aguas del río Salado en la vieja calzada que llevaba a Villatuerta.